# ボビー・ヘルムズ

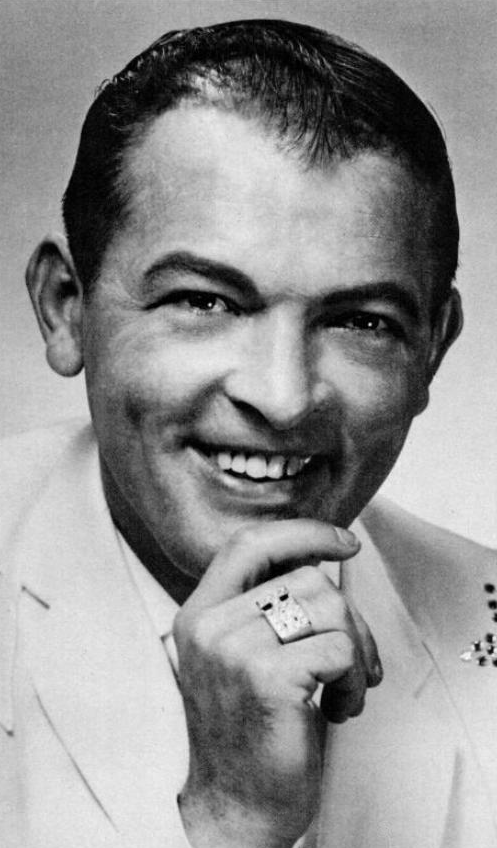
1968年

ボビー・ヘルムズ（英語: Bobby Helms、1933年8月15日 - 1997年6月19日）は、アメリカ合衆国の歌手。
本名はロバート・リー・ヘルムズ（Robert Lee Helms）。『ジングル・ベル・ロック』、『Fraulein』、『マイ・スペシャル・エンジェル』などで知られている。

## 経歴
インディアナ州ブルーミントンまたはヘルムスバーグの近くで生まれた。
1956年にテネシー州ナッシュビルへ行き、デッカ・レコードと契約し、最初のシングル『Fraulein』はカントリーミュージック・チャートで1位を獲得し、ビルボード・ベストセラー・イン・ストア・チャートでトップ40に入った。同年末にリリースした『マイ・スペシャル・エンジェル』もカントリーチャートで1位を獲得し、ビルボードのポップミュージックチャートでもトップ10入りし、最高7位を記録した。
1957年に発表したポール・コーエン制作の『ジングル・ベル・ロック』は大ヒットし、同年12月中旬にはディック・クラークの『アメリカン・バンドスタンド』で使用された。その後5年のうち4年で再登場し、現在でも演奏されるクリスマス・クラシックとなった。また、イギリスでは『スクールボーイ・クラッシュ』がヒットし、アメリカでは1958年6月23日にデッカ・レコードから発売された。その後、イギリスでの発売とほぼ同時期に、クリフ・リチャードが同曲をカバーした。
活躍の一方、肺気腫、喘息、糖尿病、胃の病気を患っており、右目の視力を失った後、眼帯をするようになった。
1997年、肺気腫の合併症により死去、享年63。